# Мі-12
В-12 (також званий Мі-12, хоча офіційного перейменування не було, Homer — за класифікацією НАТО) — найважчий вантажопідйомний вертоліт, коли-небудь побудований у світі. Примітною особливістю є бічне розташування на крилах зворотного звуження гвинтів, які приводяться в рух чотирма двигунами Д-25ВФ.
В-12 розроблявся як надважкий транспортний вертоліт з вантажопідйомністю не менше 30 тонн, для перевезення компонентів міжконтинентальних балістичних ракет для частин РВСП.

## Конструкція
Перші дослідження за проектом надважкого вертольота, який отримав заводське позначення В-12, почалися в 1959 році. Проєктування почалося в 1963 році.
Для здешевлення розробки, а також прискорення побудови і впровадження вертольота конструктори вирішили створювати його шляхом подвоєння гвинтомоторної групи (несучий гвинт, силова установка, головний редуктор і система управління) Мі-6, вже випробуваного і який перебував у серійному виробництві і широкій експлуатації . Проєкт повітряного гіганта був чотирьохдвигунним апаратом за двогвинтовою поперечною схемою. По кінцях кожної фермової консолі-крила перебувала гвинтодвигунна гондола з двома газотурбінними двигунами Д-25ВФ потужністю по 6500 к.с. кожен. Крило зворотного звуження мало невелике поперечне V. Усередині крила проходить трансмісійний вал, що синхронізував оберти обох гвинтів. Пальне розташовувалося в крилових і зовнішніх підвісних паливних баках.
Фюзеляж В-12 був виконаний у вигляді гігантського напівмонококу. Його передню частину займала двоповерхова кабіна екіпажу. У хвостовій частині фюзеляжу був силовий трап з бічними стулками, які при розкритті утворювали проріз для в'їзду самохідної техніки і вантаження різних вантажів за допомогою потужних електролебідок і тельферів. Центральну частину фюзеляжу займав гігантський вантажний відсік з розмірами: 28,15 х 4,4 × 4,4 м.

## Історія
Перший політ вертоліт здійснив 10 липня 1968 року (льотчик-випробувач В. П. Колошенко). У лютому 1969 року підняв 31030 кг корисного навантаження на висоту 2910 м. 6 серпня 1969 — В-12 підняв вантаж в 44205 кг на висоту 2255 м, встановивши світовий рекорд вантажопідйомності для вертольотів, який не побитий дотепер. Другий дослідний зразок В-12 здійснив перший політ 28 травня 1973 (льотчик-випробувач Г. В. Алфьоров).

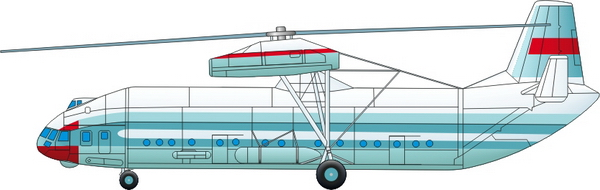
Мі-12

Перший В-12 з реєстраційним номером CCCP-21142/H-833 був показаний на виставці в Ле Бурже в 1971 році. За створення надвантажопідйомного В-12 Американське гелікоптерного товариство нагородило ОКБ М. Міля «Призом І. І. Сікорського», що присуджується за видатні досягнення в вертолітній техніці (В-12 за розміром більш ніж удвічі, а за вагою — більш ніж у чотири рази перевищував найважчі американські вертольоти: CH-53 Сікорського та Боїнг-Вертол «Чинук»).
Всього було побудовано два прототипи (в деяких джерелах згадується третім прототип В-12, який нібито розбився під час випробувань, але ця інформація ніяк не підтверджується).
Незважаючи на досягнуті результати по вантажопідйомності, програма була визнана неефективною — до того часу у військових відпала необхідність у вертольоті такої вантажопідйомності, завдяки створенню на той час більш ефективних і більш легких стратегічних ракет на мобільних пускових установках, а всі потреби народного господарства і Збройних Сил успішно задовольнялися вертольотами Мі-6 і Мі-10. Тому розробка В-12 була припинена, і другий дослідний вертоліт був переданий в музей ВПС в Моніно. Перший дослідний перебуває на зберіганні в підмосковному Томиліно на території МВЗ, на вічній стоянці.
У день народження М. Л. Міля В-12 на території Московського вертолітного заводу був перетворений на музей.

## Цікаві факти
В кінці березня — на початку квітня 2009 року в ЗМІ з'явилися повідомлення, що американська компанія Hotelicopter нібито будує перший в світі літаючий готель, чотириповерховий готель-вертоліт на 18 номерів, і базою для нього послужив один з Мі-12, куплений, за твердженнями компанії, ще в 2004 році. Однак згодом з'ясувалося, що повідомлення про цей проєкт — лише рекламний хід для залучення уваги до інтернет-сервісу hotelicopter.com, який був запущений приблизно через тиждень після цих повідомлень. Насправді було побудовано всього 2 вертольоти Мі-12, один з яких перебуває на території МВЗ імені М. Л. Міля в Томіліно, а другий  — в експозиції авіаційного музею в Моніно.